# Sjuljönssmåögona
Sjuljönssmåögona är varandra näraliggande sjöar i Sorsele kommun i Lappland och ingår i Umeälvens huvudavrinningsområde. Sjuljönssmåögona ligger i Vindelfjällen Natura 2000-område och skyddas av habitat- och fågeldirektivet.
- Sjuljönssmåögona (Sorsele socken, Lappland, 730425-154884), sjö i Sorsele kommun, 65°50′07″N 16°52′25″Ö / 65.8352°N 16.8737°Ö
- Sjuljönssmåögona (Sorsele socken, Lappland, 730433-154920), sjö i Sorsele kommun, 65°50′09″N 16°52′54″Ö / 65.8359°N 16.8816°Ö